# Raquetebol nos Jogos Pan-Americanos
O Raquetebol nos Jogos Pan-Americanos foi introduzido em 1995, em Mar del Plata.

## Quadro de Medalhas
| Ordem | País           | Medalha de ouro | Medalha de prata | Medalha de bronze | Total |
| ----- | -------------- | --------------- | ---------------- | ----------------- | ----- |
| 1     | Estados Unidos | 15              | 12               | 6                 | 33    |
| 2     | México         | 11              | 2                | 7                 | 20    |
| 3     | Canadá         | 0               | 8                | 10                | 18    |
| 4     | Bolívia        | 0               | 1                | 5                 | 6     |
| 5     | Equador        | 0               | 0                | 6                 | 6     |
| 6     | Argentina      | 0               | 2                | 1                 | 3     |
| 7     | Venezuela      | 0               | 1                | 2                 | 3     |
| 8     | Chile          | 0               | 0                | 3                 | 3     |
| 9     | Colômbia       | 0               | 0                | 1                 | 1     |
| 9     | Porto Rico     | 0               | 0                | 1                 | 1     |
| Total | Total          | 26              | 26               | 42                | 96    |

## Ligações Externas
- Sports123